# 黄色極超巨星
黄色極超巨星 (おうしょくごくちょうきょせい、英: Yellow hypergiant, YHG) は、拡がった大気を持つ大質量の恒星である。スペクトル型は、Aの後期からKで、質量は太陽質量の20倍から50倍である。カシオペヤ座のカシオペヤ座ρ星のような黄色極超巨星は、周期的な爆発を繰り返しているように見えるが、これは周期的もしくは継続的な恒星の減光によるものである。黄色極超巨星は、宇宙では極めて珍しいと考えられている。核燃料を極めて速く消費するため、黄色極超巨星は、超新星または極超新星になるまで、ほんの数百万年間しか主系列星に留まらない。黄色極超巨星は、赤色超巨星の段階が終わり、青色方向に遷移する途中の段階である。ヘルツシュプルング・ラッセル図においては、赤色超巨星の後のいわゆる"Yellow Evolutionary Void"の段階で、大気は不安定になり、青色に向かって行くところであるが、最も明るい黄色極超巨星のHD 33579は、まだ赤色の領域に達していないという、化学的、表面重力的な強い証拠がある。黄色極超巨星は、核にある核燃料を急速に使い果たし、タイプIIの超新星爆発を起こすことができる。

## 内部構造
現在の恒星の物理モデルによれば、黄色極超巨星は、対流層の内側に放射層がある太陽程度の大きさの恒星とは異なり、放射層の内側に対流層がある。黄色極超巨星の核にかかる極めて大きな圧力により、核の一部あるいは全部がフェルミ縮退した物質で構成されていると考えられている。

## 彩層
黄色極超巨星は、その大きさ故に、磁場や放出エネルギーが大きいほか、表面の物質を保持する効率が他のタイプの恒星に比べて小さい。そのため、黄色極超巨星は非常に大きな拡張した大気を持つ。塵やガスのディスクが見られることもあり、周りに惑星系が存在する可能性もある。

## 既知の黄色極超巨星
| 名称                         | 半径 推定 | 備考                                        |
| ---------------------------- | --------- | ------------------------------------------- |
| カシオペヤ座ρ星              | 450 R☉    |                                             |
| りゅうこつ座V382星           | 747 R☉    |                                             |
| カシオペヤ座V509星 (HR 8752) | 400 R☉    |                                             |
| わし座V1302星                |           |                                             |
| HD 33579                     |           |                                             |
| IRAS 17163-3907              | 1000 R☉   | Fried Egg Nebulaというニックネームを持つ 。 |
| HR 5171 A                    | 1316 R☉   |                                             |